# Champs-Romain
Champs-Romain är en kommun i departementet Dordogne i regionen Nouvelle-Aquitaine i sydvästra Frankrike. Kommunen ligger i kantonen Saint-Pardoux-la-Rivière som tillhör arrondissementet Nontron. År 2022 hade Champs-Romain 287 invånare.

## Befolkningsutveckling
Antalet invånare i kommunen Champs-Romain
Referens:INSEE